# Onocephala diophthalma
Onocephala diophthalma là một loài bọ cánh cứng trong họ Cerambycidae.